# Aeollanthus sedoides
Aeollanthus sedoides là một loài thực vật có hoa trong họ Hoa môi. Loài này được Hiern mô tả khoa học đầu tiên năm 1900.